# Károlyi Gyula-kormány
A Károlyi Gyula-kormány gróf Bethlen István 1931 augusztusi lemondása után került hatalomra. Károlyi kisebb rutinnal és tapasztalattal, de a bethleni konszolidációt kívánta folytatni. A gazdasági válságot követően szaporodtak a tüntetések, sztrájkok és a szélsőséges szervezetek – kommunisták, Gömbös-féle fajvédők, kaszás-keresztesek (nemzetszocialisták) – egyaránt erősödtek. A kormány számára egyfajta megoldást kínált a statárium bevezetése, melyre a biatorbágyi merénylet szolgáltatott ürügyet. Károlyi helyzetén viszont a statárium bevezetése sem segített, így rövidesen át kellett adnia a helyét egy erősebb kezű és a válságból kiutat ígérő kormánynak, a Gömbös-kormánynak.

## Kormánytagok
| Tisztség                                                                                           | Név                                                                     | Párt                               |
| -------------------------------------------------------------------------------------------------- | ----------------------------------------------------------------------- | ---------------------------------- |
| Miniszterelnök                                                                                     | Károlyi Gyula                                                           | Egységes Párt                      |
| Kereskedelemügyi miniszter                                                                         | Kenéz Béla                                                              | Egységes Párt                      |
| Igazságügyminiszter                                                                                | Zsitvay Tibor                                                           | Egységes Párt                      |
| Honvédelmi miniszter                                                                               | Gömbös Gyula                                                            | Egységes Párt                      |
| Népjóléti és munkaügyi miniszter A minisztériumot 1932. június 30-án megszüntették                 | Ernszt Sándor – 1931. december 16-ig Károlyi Gyula – 1932. június 30-ig | KGSZP Egységes Párt                |
| Földművelődésügyi miniszter                                                                        | Ivády Béla – 1932. február 4-ig Purgly Emil                             | Egységes Párt                      |
| Pénzügyminiszter                                                                                   | Károlyi Gyula – 1931. december 16-ig ifjabb Korányi Frigyes             | Egységes Párt                      |
| Vallás- és közoktatásügyi miniszter                                                                | Ernszt Sándor – 1931. december 16-ig Karafiáth Jenő                     | KGSZP Egységes Párt                |
| Külügyminiszter                                                                                    | Walko Lajos                                                             | Egységes Párt                      |
| Belügyminiszter                                                                                    | Keresztes-Fischer Ferenc                                                | Egységes Párt                      |
| Tárca nélküli kisgazda miniszter                                                                   | Mayer János – 1931. december 16-ig                                      | Egységes Párt ( kisgazda frakció ) |
| Pénzügyminisztériumi államtitkár, miniszteri hatáskörrel 1931. augusztus 24. – december 16. között | Vargha Imre                                                             | Egységes Párt                      |